# علي عمر (لاعب كرة قدم مالديفي)
علي عمر مواليد 5 أغسطس 1980 في ماليه، هو لاعب كرة قدم مالديفي سابق كان يلعب كلاعب وسط.

## المسيرة الاحترافية

### أندية لعب لها
- نادي في بي
- نادي نيو راديانت
- نادي في بي

## روابط خارجية
- علي عمر على موقع قاعدة بيانات كرة القدم.إي يو (الإنجليزية)
- علي عمر على موقع ناشيونال فوتبول تيمز (الإنجليزية)
- علي عمر على موقع Soccerway.com (الإنجليزية)